# Pablo Palacios Alvarenga
Pablo Javier Palacios Alvarenga, noto semplicemente come Pablo Palacios (Coronel Oviedo, 22 giugno 1988), è un calciatore paraguaiano, attaccante dell'Itapuense.

## Caratteristiche tecniche
È un centravanti.

## Carriera
Nel 2016-2017 e nel 2017-2018 è stato capocannoniere del Torneo Federal A.